# Petr Frňka
Petr Frňka (* 21. prosince 1971, Praha, Československo) je bývalý československý a český fotbalista a později trenér. Hráčskou kariéru ukončil v roce 2001. Naposledy vedl český druholigový celek FC MAS Táborsko.
Je absolventem střední školy cestovního ruchu a služeb v Poděbradech.

## Osobní život
Žije s přítelkyní, s níž vychovává syna. Z předchozího vztahu má dceru.

## Hráčská kariéra
- Celou hráčskou kariéru strávil v klubu FC Viktoria Mariánské Lázně[1]

## Trenérská kariéra
- mládež Junior Praha[1]
- 1. FK Příbram (asistent Romana Nádvorníka)[2]
- FK Viktoria Žižkov (asistent Romana Nádvorníka)[2]
- FC MAS Táborsko[3]
- FC Baník Ostrava[1]
- FC MAS Táborsko

V prosinci 2014 v zimní přestávce sezóny 2014/15 přijal nabídku působit jako hlavní trenér klubu FC Baník Ostrava, kde nahradil odvolaného Martina Svědíka. Povýšil tak z druholigového FC MAS Táborsko do 1. české ligy.
Jeho asistentem se v lednu 2015 stal Petr Samec. Po sezóně 2014/15 Synot ligy v Baníku skončil (klub obsadil konečné 13. místo) a nahradil ho Radomír Korytář. V červnu 2015 se vrátil na trenérskou židli do klubu FC MAS Táborsko, kde skončil v roce 2016.